# Walton Eller
Walton Glenn Eller, né le 6 janvier 1982 à Houston (Texas), est un tireur sportif américain.

## Palmarès
- Jeux olympiques de 2008 à Pékin (Chine) :
  -  Médaille d'or sur l'épreuve de double trap.